# Iltajewo
Iltajewo (ros. Ильтаево; baszk. Илтۙй , İltäy) – wieś (dieriewnia) w Rosji, w rejonie saławatskim Baszkortostanu. W 2010 liczyła 153 mieszkańców.